# Commodore CBM-II
Commodore CBM-II je bilo 8-bitno osobno računalo koje je razvila tvrtka Commodore International, i koje je bilo izbačeno na tržište 1982. kao nastavak serije Commodore PET. CBM-II imao je dvije inačice: P serija (P = personal, osobno) i B serija (B = business, poslovno). Serija B imala je ugrađeni zeleni monokromni zaslon (hi-profile, visoki profil) s odvojenom tipkovnicom, ili kao jedinstvena jedinica s ugrađenom tipkovnicom bez zaslona (lo-profile, niski profil).

## Tehničke značajke
| Sklopovlje         | Svojstva                                     |
| ------------------ | -------------------------------------------- |
| Proizvođač         | Commodore International                      |
| Država proizvodnje | SAD                                          |
| Tip računala       | osobni i poslovni                            |
| procesor           | Commodore 6509                               |
| Takt               | 1 ili 2 MHz                                  |
| RAM                | 128 ili 256 KB                               |
| RAM proširenja     | proširenje do 1024 KB                        |
| Razna proširenja   | modem, pisač                                 |
| grafike            | 40 ili 80 linija                             |
| Video izlaz        | spojnica za televiziju ili jednobojni zaslon |
| Pohrana podataka   | disketa                                      |
| Operacijski sustav | Commodore Basic                              |